# Кулями любов...
Кулями любов… — третій студійний альбом українського гурту МЕРІ, був виданий 31 січня 2014. До пісень «Сестра» та «Ніжно» були відзняті відеокліпи. На початку 2014-го було випущено як сингл нову версію пісні «Тепер ти ангел», до якого було представлене відео 1999 року.

## Список композицій
- 1. З днем народження
- 2. Сестра
- 3. Малишка
- 4. Victoria
- 5. Кулями Любов
- 6. Тепер ти Ангел
- 7. Біла ріка
- 8. Ніжно
- 9. План
- 10. Не дзвони
- 11. Coda

## Кліпи
- 1999 «Тепер ти ангел»
- 2012 «Сестра»
- 2013 «Ніжно»